# 威尼斯人村 (伊利諾伊州)
威尼斯人村（英語：Venetian Village）是位於美國伊利諾伊州萊克縣的一個人口普查指定地區。

## 地理
威尼斯人村的座標為42°23′56″N 88°03′53″W / 42.39889°N 88.06472°W，而該地最高點為海拔高度232米（即761英尺）。

## 人口
根據2010年美國人口普查的數據，威尼斯人村的面積為15.80平方千米，當中陸地面積為11.70平方千米，而水域面積為4.10平方千米。當地共有人口1379人，而人口密度為每平方千米87.28人。